# Golfküstenebene

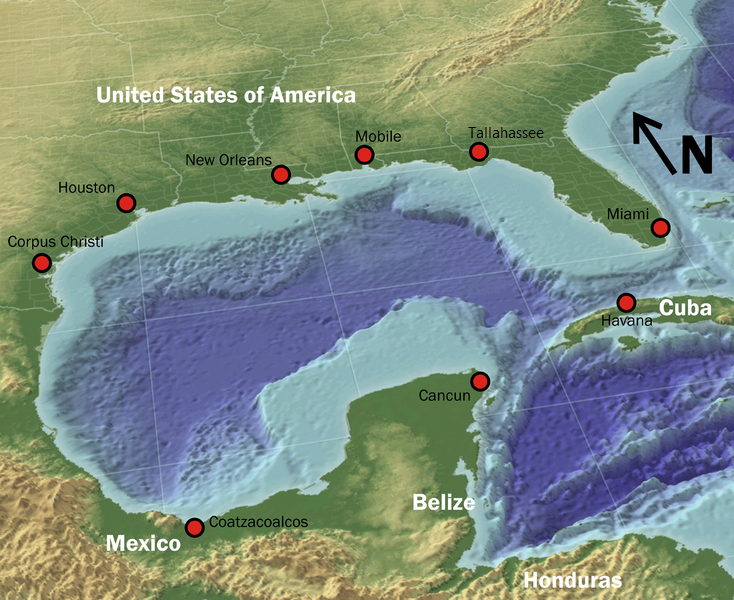
Der Golf von Mexiko und die Küstenebene.

Die Golfküstenebene ist eine Region in den Vereinigten Staaten. Sie umfasst das Gebiet zwischen dem südlichen Texas über die Florida Parishes in Louisiana und zwei Drittel von Alabama bis zum Florida Panhandle. 
| Interior Highlands | Interior Plains | Appalachen              |
| Mississippi-Becken |                 | Atlantische Küstenebene |
|                    | Golf von Mexiko |                         |

Die Wälder werden von Kiefern der Arten Sumpf-Kiefer und Pinus elliottii im Süden sowie Pinus echinata im Norden dominiert. Weiterhin kommen Weihrauch-Kiefern vor.
Unter dieser Ebene liegt der „Golfküsten-Grundwasserleiter“ (Gulf Coast Aquifer), der sich aus dem Chicot-, Evangeline-, Jasper- sowie Catahoula-Aquifer zusammensetzt, sich von Florida durch Texas bis nach Mexiko hinein erstreckt und größtenteils über 100 Meilen (ca. 160 km) breit ist.
Zusammen mit der atlantischen Küstenebene wurde die Golfküstenebene unter der Bezeichnung North American Coastal Plain von der Organisation Conservation International als einer der Biodiversitäts-Hotspots („Brennpunkte der biologischen Vielfalt“) der Erde ausgewiesen.